# Returner 77
Returner 77 — инди-головоломка, разработанная независимой датской студией Fantastic, yes. Выход Returner 77 состоялся в 2017 году на мобильные устройства iOS и позже на персональные компьютеры и Android. В 2018 году к игре вышло продолжение — Returner Zero. Игрок должен исследовать инопланетный корабль, атакующий Землю, и по пути решать многочисленные головоломки.
Студия Fantastic, yes разрабатывала Returner 77 изначально как высокобюджетный проект по меркам мобильных игр с углублённым повествованием и качественной 3D-графикой, но использующий в полной мере преимущества сенсорного экрана. Музыкальные композиции к игре написал Нильс Бёттхер, совместив синтезатор с классическими симфоническими инструментами.
Критики в основном положительно отозвались об Returner 77 и Returner Zero, похвалив игры за их атмосферную и качественную графику, сбалансированные головоломки, но неоднозначные оценки получила история, оставляющая множество сюжетных дыр. Также критики указали на явное сходство игр Returner с франшизами Myst и The Room.

## Игровой процесс
Согласно сюжету игры, действие происходит в 2032 году, когда на Землю напала инопланетная раса и уничтожила всё живое на земле, преобразовав материю на поверхности Земли в кристаллы. Главная героиня под кодовым именем «77» пробуждается от криогенного сна, чтобы узнать, что она осталась последней (или предпоследней) выжившей из всей команды, посланной к кораблю пришельцев в рамках миссии «Returner» по спасению земли и восстановления человеческой популяции после его полного уничтожения. Сама инопланетная база представлена в виде огромного кристального сооружения, вращающегося вокруг земли. Героиня попадает на инопланетный корабль, полный неизвестных технологических структур, включающих кристаллы и иного рода источники энергии. Все они представляют из себя головоломки, которые игрок должен решить. Головоломки требуют от игрока манипулировать разными предметами и механизмами, перемещать, вращать платформы, подбирать нужные комбинации, управлять направлением лучей или энергетических потоков.
Решив очередную головоломку, персонаж может передвигаться дальше внутри космического корабля. На протяжении всего пути игрок может встречать видеозаметки, оставленные полковницей Линь, которая поэтапно раскрывает детали лора, в частности, что инопланетные создания представляют собой синтетическую, кристаллическую форму жизни и создают своих представителей из кристаллов с использованием большого количества энергии. В конце энергетическая волна отбрасывает героиню далеко от корабля, она встречает в открытом космосе полковницу Линь, но та на глазах у героини исчезает, как и начинает исчезать сам игровой персонаж.
Продолжение игры — Returner Zero — является приквелом и одновременно сиквелом. Действие начинается в 2024 году, когда пришельцы только начали атаковать Землю и пытаются добраться до ядра планеты. Управляемый игроком персонаж под кодовым названием «ZHERO» — первый человек, которого отправили в рамках научной миссии по изучению инопланетного корабля. Он отправляется на корабль прямо из земли через транспортирующий луч; как оказывается, главный герой ещё до миссии был подвергнут трансмутации, приобретя кристаллическое тело, как пришельцы, чтобы инопланетный корабль не распознавал его как чужака. Ещё до исчезновения люди пытались найти вакцину от кристаллизации, а также изучить свойства «призрачного кристалла», который может стать ключом к спасению человеческой цивилизации. После того, как «Zero» попал на корабль, прошло 5 лет, таким образом, действие происходит параллельно первой игре. Задача игрока сводится к тому, что он должен найти ядро корабля в виде цветка и активировать его. В конце герой отправляется вместе с Линь на Землю, намекая на то, что герой освоил использование «призрачного кристалла», чтобы дать бой пришельцам на Земле.

## Разработка
Разработкой игры занималась независимая студия разработчиков видео-игр Fantastic, yes из Дании, Копенгагена. Returner 77 стала дебютной игрой для команды, которая была ещё сформирована в 2016 году братьями Дэвидом и Саймоном Феллахом. Всего в команду разработчиков вошло 15 человек, которые также сотрудничали с крупной компанией M2, состоящей из 200 человек и занимающихся 3D-анимацией. Именно они создали многие локации, а также анимации персонажей. В команду вошли программисты и дизайнеры, имевшие опыт в разработке высокобюджетных игр. Задача команды состоялась в создании амбициозной мобильной игры, которая могла бы доказать, что она может быть такой же «грандиозной», как и компьютерная игра. За основу концепции была взята трёхмерная головоломка, выдержанная в антураже научной фантастики, про этом в процессе прохождения, «игрок должен был наслаждаться прекрасными видами и пейзажами, которые прежде не предлагала какая-либо мобильная игра». Команда заметила, что в идеале хотела бы наладить конвейерный выпуск подобных мобильных игр, желательно по несколько в год, заметив, что, работая над высококачественной игрой, инди-студии, как правило, растягивают процесс разработки на много лет, проходя через производственный ад.
Выход игры на мобильные устройства iOS состоялся 18 октября 2017 года. Разработчики заметили, что их игра не стала хитом, однако они остались довольны продажами и оценками игроков. Returner также была признана компанией Google одной из лучших инди-игр 2018 года. Игра также была выпущена 11 апреля 2018 года для персональных компьютеров и 18 апреля для мобильных устройств Android. 6 сентября 2018 года состоялся выпуск продолжения игры — Returner Zero.

## Музыка
Музыкальные композиции к Returner 77 и Returner Zhero написал датский композитор Нильс Бёттхер. Он создавал треки, совмещая космический эмбиент и джаз, или как описал композитор, диссонансные симфонические мелодии с низким аккомпанементом синтезатора.
Музыка создавалась Бёттхером, чтобы отразить чувство меланхолии и одиночества, когда герой путешествует по огромным и враждебным кристаллическим пещерам. Данные сцены сопровождает низкий синтезатор с искажёнными музыкальными дорожками медных инструментов. Помимо этого, часть треков была записана с участием симфонического оркестра; саксофонов и труб для передачи чувства опасности, так и других классических оркестровых инструментов. Бёттхер писал музыку в течение двух лет. Сами мелодии создавались как интерактивные, то есть они реагируют на действие игрока.
Его песни были собраны в одноимённый альбом, который был выпущен в виниловом издании 21 июня 2019 года.
| №  | Название               | Автор(ы)     | Длительность |
| -- | ---------------------- | ------------ | ------------ |
| 1. | «Molecule Space»       | Нильс Бётхер | 4:10         |
| 2. | «Space Pod»            | Нильс Бётхер | 2:44         |
| 3. | «Lab Jazz»             | Нильс Бётхер | 5:03         |
| 4. | «Cannon Jazz Symphony» | Нильс Бётхер | 4:22         |
| 5. | «Gallery»              | Нильс Бётхер | 5:13         |
| 6. | «Garden»               | Нильс Бётхер | 4:24         |
| 7. | «Sailing in Styx»      | Нильс Бётхер | 3:27         |
| 8. | «Maintenance Hall»     | Нильс Бётхер | 3:47         |

## Критика
Игра и её продолжение получили в целом положительные оценки со стороны игровых критиков. Например, представитель сайта Multiplayer заметил, что Returner идеально подойдёт для игрока, ищущего мобильную игру, но предоставляющую такой же погружающий опыт, что и игра для персональных компьютеров или игровых приставок, как например The Room, The Witness или Monument Valley, которые сумели максимально извлечь выгоду из использования сенсорного экрана. Критик заметил, что команда разработчиков Fantastic, yes сделала очередной шаг в сторону того, чтобы поднять мобильную игру до уровня традиционной игры. Представленную историю критик назвал достаточно типичной научной фантастикой, а в повествовательном приёме, рецензент увидел форменный стиль игр BioShock, а также заметил, что разработчики явно вдохновлялись франшизой The Room, которая в свою очередь имеет схожесть с играми серии Myst. Тем не менее рецензент был поражён представленными локациями, а головоломки в виде инопланетных технологий понятны, если подойти к ним рационально. В целом критик заметил, что игре удаётся найти баланс между повествовательной линией, разнообразием квестов и демонстрацией окружающего пространства.
Критик сайта TouchArcade также похвалил игру, назвав её нечто средним между Myst и The Room. Сами представленные головоломки в сравнении с The Room выглядят более абстрактными, вместо взаимодействия с предметами и переключателями они скорее предлагают двухмерные мини-игры, представленные в виде инопланетных технологий. Критик заметил, что в основном их уровень сложности можно охарактеризовать, как умеренный, но иногда встречались действительно сложные головоломки. Тем не менее, рецензент заметил, что главный «козырь» игры — это представленная окружающая среда и высокого качества графика по меркам мобильной игры, поражающая глаз игрока. То, как игра обращается с освещением и звуковым оформлением, критику напомнило FTL: Faster Than Light. Однако обозреватель был разочарован самой сюжетной линией, в частности, у него было впечатление, будто игровой персонаж шёл лишь по стопам полковницы Линь, «которая за вас уже всё решила и раскрыла», также игра оставила слишком много недосказанного о самих пришельцах. В целом критик заметил, что Returner 77 подойдёт поклонникам головоломок и научной фантастики.
Обзоры продолжения игры — Returner Zero — также были положительными. В частности, критик Kick my Geek заметил, что представленные головоломки выглядят более разнообразными, чем в предыдущей игре, также игра даёт некоторые ответы на открытые вопросы к первой игре. Тем не менее критик указал на слишком короткую продолжительность Returner. Критик сайта Toucharcade заметил, что поклонники Dead Space сразу же почувствуют себя дома в Returner Zero именно благодаря её мрачной, холодной и атмосферной эстетике. Тем не менее, рецензент заметил, что представленные головоломки часто повторяются, а прохождение могут усложнять внутри игровые ошибки. Также обозреватель указал на слишком размытую историю, рекомендуя сконцентрироваться прежде всего на прохождении игры и решении головоломок.